# Ryan Potulny
Ryan Potulny (* 5. September 1984 in Grand Forks, North Dakota) ist ein ehemaliger US-amerikanischer Eishockeyspieler und -trainer, der im Verlauf seiner aktiven Karriere zwischen 2001 und 2018 unter anderem 126 Spiele für die Philadelphia Flyers, Edmonton Oilers, Chicago Blackhawks und Ottawa Senators in der National Hockey League (NHL) auf der Position des Centers bestritten hat. Sein älterer Bruder Grant war ebenfalls professioneller Eishockeyspieler.

## Karriere

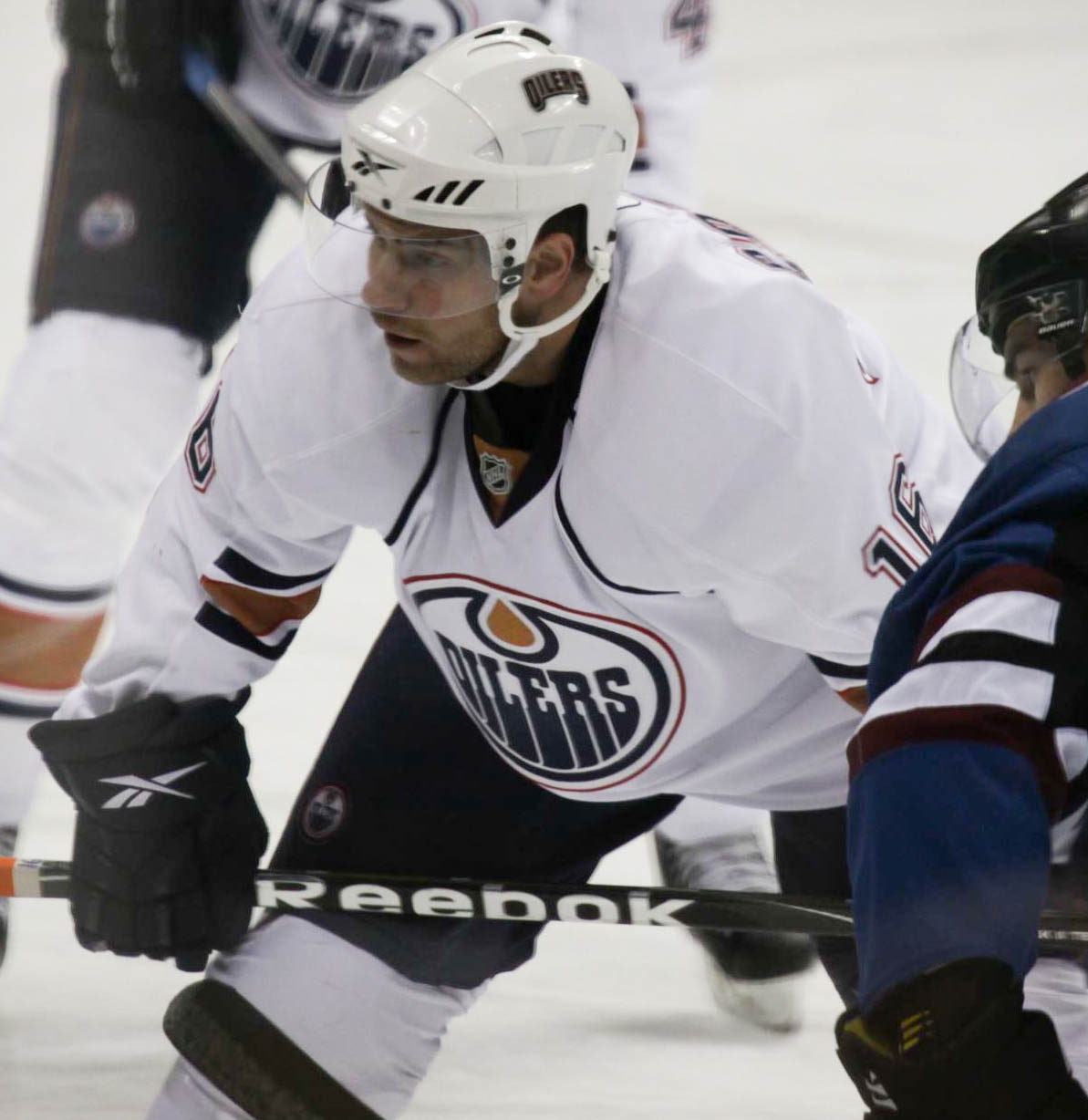
Potulny im Trikot der Edmonton Oilers (2010)

Ryan Potulny begann seine Karriere als Eishockeyspieler bei den Lincoln Stars, für die er von 2001 bis 2003 in der United States Hockey League (USHL) aktiv war. Anschließend wurde er im NHL Entry Draft 2003 in der dritten Runde als insgesamt 87. Spieler von den Philadelphia Flyers aus der National Hockey League (NHL) ausgewählt. Zunächst spielte der Angreifer jedoch drei Jahre lang für die University of Minnesota, mit der er in der Saison 2003/04 die Meisterschaft der Western Collegiate Hockey Association (WCHA) in Form der Broadmoor Trophy gewann. Nach seiner letzten Saison an der University of Minnesota wurde Potulny für den Hobey Baker Memorial Award nominiert. Gegen Ende der Saison 2005/06 gab er sein Debüt für die Philadelphia Flyers in der NHL, für die er in zwei Spielen ein Tor vorbereitete. 
Von 2006 bis 2008 lief Potulny parallel für die Philadelphia Flyers in der NHL sowie deren Farmteam, die Philadelphia Phantoms, in der American Hockey League (AHL) auf. Für die Phantoms erzielte er im Spiel gegen die Albany River Rats am 24. April 2008 den 3:2-Siegtreffer nach 82:58 Minuten in der Overtime. Dies war die längste Overtime in der Geschichte der AHL. Am 6. Juni 2008 wurde der im Tausch für Danny Syvret an die Edmonton Oilers abgegeben, für die er in der Saison 2008/09 in acht Spielen drei Vorlagen gab. Die restliche Spielzeit verbrachte er allerdings in deren AHL-Farmteam Springfield Falcons. In der folgenden Saison erhielt Potulny deutlich mehr Eiszeit bei den Oilers in der NHL und kam in 64 Begegnungen zum Einsatz, in denen er eine Bilanz von 32 Punkten erreichte. Im September 2010 unterschrieb er als Free Agent einen Kontrakt bei den Chicago Blackhawks. Diese setzten ihn überwiegend im Farmteam bei den Rockford IceHogs ein, bei denen der Angreifer als Stammkraft gesetzt war. Ende Februar 2011 gaben ihn die Blackhawks kurz vor der Trade Deadline in einem Tauschgeschäft an die Ottawa Senators ab, die ihn ins Farmteam zu den Binghamton Senators schickten.
Am 1. Juli 2011 unterzeichnete Potulny einen Kontrakt bei den Washington Capitals und kam in den folgenden drei Jahren ausschließlich bei den Hershey Bears in der AHL zum Einsatz. Anschließend wechselte der Stürmer im August 2014 zum Ligakonkurrenten  Hartford Wolf Pack, wo er einen Einjahresvertrag erhielt. Nur ein Jahr später verließ Potulny Nordamerika und wurde von den Pelicans Lahti aus der finnischen Liiga für ein Jahr verpflichtet. Über den Mountfield HK aus der tschechischen Extraliga, dem sich der US-Amerikaner im August 2016 angeschlossen hatte, gelangte er im Verlauf der Saison 2016/17 zum österreichischen Klub EHC Black Wings Linz in die Erste Bank Eishockey Liga (EBEL). Dort beendete Potulny die Spielzeit und wechselte dann zu den Braehead Clan. Der schottische Verein nahm am Spielbetrieb der britischen Elite Ice Hockey League (EIHL) teil. Nach der Saison 2017/18 zog sich der 33-Jährige aus dem aktiven Sport zurück. Zwischen 2018 und 2020 war er danach als Assistenztrainer des Eishockeyteams seiner Alma Mater, der University of Minnesota, angestellt.

### International
Potulny nahm mit der US-amerikanischen Nationalmannschaft an der Weltmeisterschaft 2010 in Deutschland teil. Dort belegte das Team den 13. Platz. In sechs WM-Spielen erzielte der Angreifer zwei Tore und gab zwei Torvorlagen.

## Erfolge und Auszeichnungen
| - 2003 Clark-Cup-Gewinn mit den Lincoln Stars - 2003 USHL-Stürmer des Jahres - 2003 USHL-Spieler des Jahres - 2003 USHL First All-Star Team - 2003 USA Hockey Junior Player of the Year - 2004 Broadmoor-Trophy-Gewinn mit der University of Minnesota | - 2006 WCHA First All-Star Team - 2006 NCAA West First All-American Team - 2009 Teilnahme am AHL All-Star Classic - 2011 Calder-Cup-Gewinn mit den Binghamton Senators - 2011 Topscorer der Calder-Cup-Playoffs - 2011 Bester Torschütze der Calder-Cup-Playoffs |

## Karrierestatistik

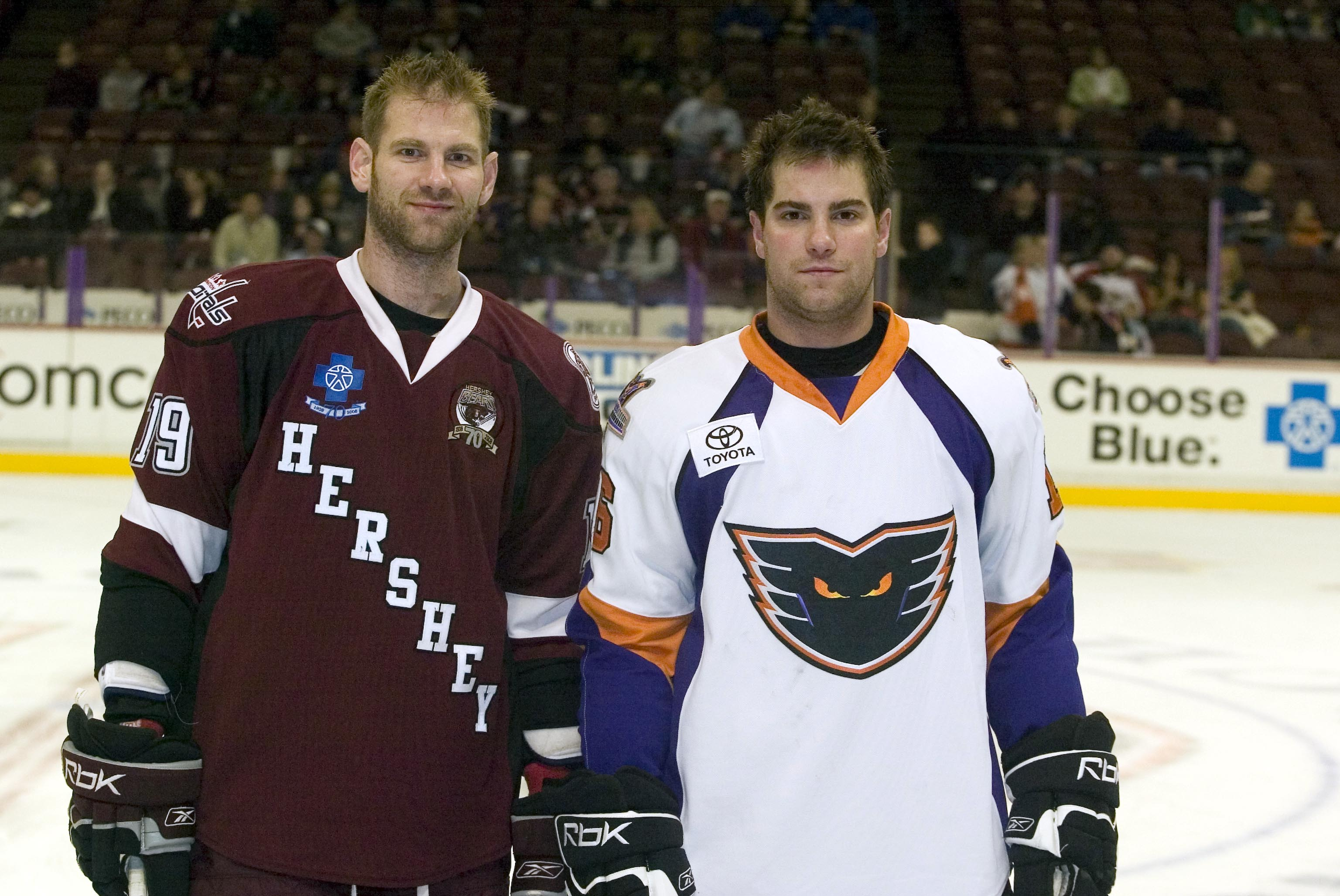
Potulny (rechts) mit seinem älteren Bruder Grant (2007)

### International
Vertrat die USA bei:
- Weltmeisterschaft 2010

(Legende zur Spielerstatistik: Sp oder GP = absolvierte Spiele; T oder G = erzielte Tore; V oder A = erzielte Assists; Pkt oder Pts = erzielte Scorerpunkte; SM oder PIM = erhaltene Strafminuten; +/− = Plus/Minus-Bilanz; PP = erzielte Überzahltore; SH = erzielte Unterzahltore; GW = erzielte Siegtore; 1 Play-downs/Relegation; Kursiv: Statistik nicht vollständig)